# Joos van Craesbeeck

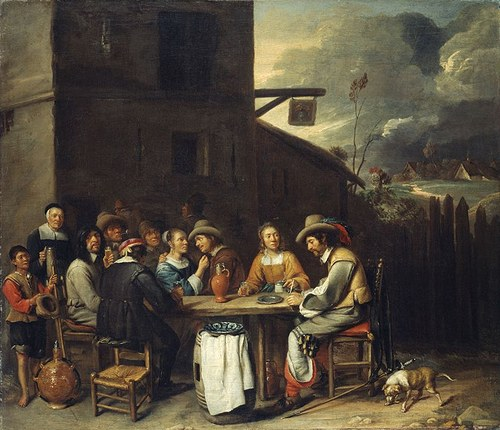
Towarzystwo pijące przed karczmą

Joos van Craesbeeck lub Craesbeke (ur. ok. 1605/1606 w Neerlinter w prowincji Brabancja Flamandzka, zm. przed 1662 w Brukseli) – flamandzki malarz barokowy.

## Życiorys
Początkowo działał w Antwerpii, ok. 1633 został przyjęty do gildii św. Łukasza jako malarz i piekarz. W 1650 przeniósł się na stałe do Brukseli, gdzie został mistrzem cechowym.
Był uczniem Adriaena Brouwera, od którego przejął zamiłowanie do dosadnych, realistycznych i często karykaturalnych scen rodzajowych z życia najniższych warstw społecznych, chłopstwa lub plebsu. Malował niewielkie formy, które cechowała ekspresja i balansowanie na granicy sprośności i dobrego smaku. Po wyjeździe do Brukseli porzucił manierę przejętą od Brouwera, a jego twórczość upodobniła się do malarstwa Jacoba Jordaensa i innych mistrzów flamandzkich.